# Eduard Neumann (Jagdflieger)
Eduard „Edu“ Neumann (* 5. Juni 1911 in Molodija, Österreich-Ungarn; † 9. August 2004) war ein deutscher Jagdflieger im Zweiten Weltkrieg, zuletzt im Rang eines Obersts. Er gehörte zu den bekanntesten Jagdfliegern und Geschwaderführern der deutschen Luftwaffe im Deutschen Reich 1933 bis 1945.

## Leben
Eduard Neumann wurde in Molodija in der Bukowina geboren. Er verlor sehr früh seine Eltern und wurde von seiner Großmutter aufgezogen. Nach dem Ersten Weltkrieg zog die Familie seiner Großmutter nach Deutschland. 1928 begann er ein Ingenieurstudium in Berlin. Er interessierte sich für die Fliegerei und wurde 1929 Mitglied der Akaflieg Berlin. 1934 trat er in die Luftwaffe der deutschen Wehrmacht ein, die sich damals noch im Aufbau befand.
Als Mitglied der Legion Condor, einer zunächst geheimen und verdeckt operierenden Luftwaffeneinheit der Wehrmacht, beteiligte er sich auf der Seite der Putschisten unter Francisco Franco am Spanischen Bürgerkrieg gegen die Verteidiger der Spanischen Republik. Er kehrte als Oberleutnant nach Deutschland zurück. Bei Ausbruch des Zweiten Weltkrieges war er Staffelkapitän der 4. Staffel des Jagdgeschwaders 26. Anfang 1940 wurde er als Geschwaderadjutant zum Jagdgeschwader 27 versetzt. Am 21. Juli 1940 übernahm er die I. Gruppe des Geschwaders (I/JG 27) als Gruppenkommandeur. Nach einem kurzen Einsatz beim Balkanfeldzug in Jugoslawien wurde die Gruppe am 18. April 1941 im Nordafrika-Feldzug eingesetzt.
Ab September 1941 wurde das zuvor mit Jagdflugzeugen vom Typ Messerschmitt Bf 109-E ausgestattete Jagdgeschwader 27 auf die neuen Bf 109-F umgerüstet; beide Jägertypen wurden in Afrika auch von Neumann geflogen. Am 8. Juni 1942 wurde er zum Major befördert. Zwei Tage später, am 10. Juni 1942, übernahm er das Jagdgeschwader 27 als Kommodore. Er löste Major Bernhard Woldenga ab, der zum Oberstleutnant ernannt wurde und als Jagdfliegerführer Balkan nach Rumänien versetzt wurde. Am 22. April 1943 wurde Neumann von Oberstleutnant Gustav Rödel abgelöst und zum Stab des Generals der Jagdflieger versetzt.
Neumann beteiligte sich gegen Kriegsende an der „Meuterei der Jagdflieger“, bei der einige Jagdflieger den Oberbefehlshaber der Luftwaffe Hermann Göring absetzen wollten. Zusammen mit dem General der Jagdflieger, Adolf Galland, und anderen bekannten Jagdfliegern wie Günther Lützow, Johannes Steinhoff und Johannes Trautloft wollte er die Ablösung Görings durch Robert Ritter von Greim erreichen. Die Revolte scheiterte aber an mangelnder Entschlossenheit und dem fehlenden Rückhalt in der Luftwaffe. Hintergrund war der vollkommene Vertrauensverlust bei der Führung des Dritten Reichs in die zu Kriegsbeginn mit allen Privilegien ausgestatteten Jagdflieger, die – aufgrund der quantitativen und qualitativen Überlegenheit der alliierten Luftwaffen – nichts gegen die alliierten Bombenangriffe hatten ausrichten können. Außerdem hatten die Jagdflieger den luftwaffeninternen Machtkampf um den Einsatz der Me 262 als Jagdflugzeug oder „Blitzbomber“ verloren.
Er errang 13 Luftsiege. Davon fielen zwei in seine Einsatzzeit bei der Legion Condor.
Nach dem Krieg gründete er in München eine Firma zum Bau von Hebezeugen. 1954 erreichte er gemeinsam mit Galland mit einer Piaggio P 149 bei der Internationalen Flugwoche in Italien den 2. Platz.
1956/57 wirkte er als fachlicher Berater beim Kriegsfilm „Der Stern von Afrika“ mit.

## Rezeption
Eduard Neumann gehörte zu den bekanntesten Geschwaderführern der deutschen Luftwaffe im Afrikafeldzug der Wehrmacht. Hierzu trugen sowohl sein Führungsstil als auch die NS-Propaganda bei. Zu den ihm unterstellten Piloten gehörten unter anderem die hochdekorierten Jagdflieger Hans-Joachim Marseille und Hans-Arnold Stahlschmidt. Eine Rekonstruktion von Neumanns Gefechtsstand, der aus einem ehemaligen Zirkuswagen bestand und „Neumanns Bunte Bühne“ genannt wurde, befindet sich heute im Luftfahrt-Museum Laatzen-Hannover.
Die Bekanntheit Neumanns als Jagdflieger hielt auch in der Nachkriegszeit an. So berichtete beispielsweise die im deutschen Burda Verlag erscheinende, damalige Bunte Münchner Frankfurter Illustrierte im Jahr 1964 über „sechs berühmte Jagdflieger aus drei Nationen“, darunter auch Eduard Neumann. Neumanns Kriegserlebnisse wurden in mehreren Büchern über den Zweiten Weltkrieg mitverarbeitet, wie unter anderem vom deutschen Schriftsteller und Sachbuchautor Will Berthold in dessen 1981 erschienenem „Tatsachenroman“ Der Sieg, der vor die Hunde ging. Der Luftkrieg 1939–1945.
Darüber hinaus wird Neumann infolge seiner Kriegstätigkeiten und seines Dienstrangs auch in mehreren Sachbüchern über den Zweiten Weltkrieg und insbesondere über den Afrikafeldzug erwähnt.

## Trivia
Nach Motorschaden mit der Udet Flamingo der Berliner Akaflieg im Bannerschlepp in Vorbereitung der Reichstagswahl 1933 endete die versuchte Notlandung aus 300 Metern Höhe in einem Hafenkranausleger des Berliner Nordhafens. Dies trug Neumann den Spitznamen 'Kran-Ede' ein.